# Kimberly-Clark de México
Kimberly-Clark de México (KCM) es una empresa mexicana que se dedica a la fabricación y comercialización de productos desechables para el uso diario de consumidores dentro y fuera de casa en México e internacionalmente. Los productos de la empresa incluyen pañales y productos de puericultura, toallas sanitarias femeninas, productos para el cuidado de la incontinencia, pañuelos de baño, servilletas, pañuelos faciales, paños de cocina y de manos, toallitas húmedas y productos para el cuidado de la salud. Hoy la empresa cuenta con 8.000 empleados directos y más de 10.000 empleos indirectos.

## Historia
El origen de KCM se remonta a la Fábrica de Papel "La Aurora" en 1925 en el municipio de Naucalpan, en el Estado de México. En 1932 Kimberly-Clark Corporation ingresó a México con sus marcas Kotex y Kleenex. Para 1959, Kimberly-Clark Corporation adquirió el 100% del capital de la fábrica La Aurora, convirtiéndose así en Kimberly-Clark de México.
En 1962, Kimberly-Clark Corporation vendió el 40% de las acciones de KCM en la Bolsa Mexicana de Valores, marcando un hito importante en su historia.
En los años siguientes, KCM continuó su crecimiento:
- 1973: KCC vende otro 17% de las acciones de KCM, para convertirse en una empresa mexicana.
- 1996: KCM adquiere y fusiona Grupo Crisoba, incorporando plantas en Ecatepec, Morelia, San Rafael y Texmelucan.
- 2006: KCM vende uno de sus Grupos Empresariales, Productos Industriales (PRODIN); conformando una nueva empresa: GRUPO PAPELERO SCRIBE S.A de C.V.
- 2012: Adquisición del negocio de alimentación de Evenflo Company, ampliando su presencia en el mercado.
- 2015: Introducción de Jabones Kleenex, diversificando aún más su oferta.
- 2016: Se adquiere la marca Escudo Antibacterial a P&G.

## Sostenibilidad
Kimberly-Clark de México ha sido reconocida en materia de sustentabilidad, logrando importantes reconocimientos en los últimos años. Desde 2017 y cada año consecutivo, KCM ha cumplido con los criterios necesarios para formar parte del índice sostenible británico FTSE4Good. Además, desde 2019, ha sido reconocida en el Índice de Sostenibilidad Dow Jones (DJSI) en la región del Mercado Integrado Latinoamericano (MILA).
Y a partir de 2020, KCM se encuentra entre las tres empresas mexicanas incluidas en el Dow Jones Sustainability Index (DJSI) de Mercados Emergentes.